# Villa Rica del Espíritu Santo
Villarrica del Espíritu Santo
(Villarrica del Espíritu Santo) fue una ciudad española de la Gobernación del Paraguay fundada por Ruy Díaz de Melgarejo durante el año 1570 en el centro del territorio entonces conocido Guaira. 
Como resultado de los diversos traslados de Villa Rica del Espíritu Santo surgió la actual ciudad paraguaya de Villarrica (también se mudo siete veces lo cuál se le dice ciudad andariega)BMGC 

## Historia
Por orden del gobernador Juan de Garay y con el objetivo de afianzar las posesiones españolas en las zonas deslindadas por el Tratado de Tordesillas y en la creencia de la existencia de una importante mina de oro (en realidad lo que se encontró fue un yacimiento de hierro) el capitán español Ruy Díaz de Melgarejo  partió a fines de 1569 de Asunción del Paraguay hacia el centro de la región del Guairá  también conocida como La Pinería debido a las abundantes forestas de pino paraná (en guaraní: kurý, o curí) e incluso también llamado "Territorio de los Guayanas" por el nombre que se le daba a la población indígena de la región.
Desde Ciudad Real del Guairá Melgarejo partió con 40 hombres y 53 caballos para realizar la fundación. El primer asiento provisional de los españoles habría sido el 14 de mayo de 1570 en las tierras del cacique Cuarapará ( o según las diversas transcripciones: Cuarahyberá, Currauberá o, Coraciberá) de la tribu de los ybirayas, esto a 3 leguas de las supuestas minas y a 60 de Ciudad Real. Este primer asentamiento estaría en los campos entre las nacientes de los ríos Piquirí e Ivaí, por donde pasaba el camino que siguieron Álvar Núñez Cabeza de Vaca y Hernando de Trejo en su ruta a Asunción. Melgarejo ordenó construir una iglesia y una fortaleza y luego trazó el poblado, cuyas ruinas no han sido halladas.
Después de 1578 y antes de 1595 Melgarejo decidió afincarse un poco más abajo de la confluencia del Huybay o Ibahy (río Ivaí) con el Curumbatay, esto es hacia las coordenadas 23°54′57″S 51°58′42″O / -23.91583, -51.97833, sobre la margen izquierda del Ivaí. 
Esta ciudad básicamente hispano-guaraní prosperó al mando de un teniente de gobernador bajo la éjida del cabildo paraguayo hasta que, durante una expedición bandeirante que partió de San Pablo al mando de Antonio Raposo Tavares, constituida por portugueses, criollos brasileños, mamelucos e indígenas tupís la sitió durante seis meses. Los habitantes guaraníes sobrevivientes fueron llevados a los campos brasileños como esclavos, los españoles y criollos hispanos sobrevivientes debieron refugiarse al oeste del río Paraná, en un nuevo sitio establecido el 20 de octubre de 1632. Luego de nuevos traslados, esta población dio origen a la actual ciudad paraguaya de Villarrica; una parte de los refugiados también pobló la ciudad de Santiago de Jerez en la región del Itatín.
A mediados del siglo XX un grupo de colonos inmigrantes europeos creó en las proximidades (unos 5 kilómetros al suroeste) de las ruinas de Villa Rica del Espíritu Santo la ciudad y municipio de Fênix, luego en 1955 para proteger el bello paisaje natural y el interesante ecosistema así como las ruinas se fundó el Parque Estadual de Villa Rrica del Espiritu Santo.
Las ruinas de la ciudad sobre el Ivaí fueron halladas en 1770 y excavadas en 1865. Otras excavaciones fueron hechas en 1959 y 1962.
- Datos: Q9093867